# Fábio Gomes
Fábio Gomes, född 4 augusti 1983, är en friidrottare från Brasilien. Han deltog vid olympiska sommarspelen 2008 och olympiska sommarspelen 2012.